# Трояндовое
Трояндово (укр. Трояндове, до 2016 г. — Кирово) — село, относится к Лиманскому району Одесской области Украины.
Население по переписи 2001 года составляло 1623 человека. Почтовый индекс — 67520. Телефонный код — 4855. Занимает площадь 1,13 км². Код КОАТУУ — 5122782201.

## История
В 1945 г. Указом ПВС УССР посёлок совхоза имени Кирова переименован в Кирово.
В селе родился Герой Советского Союза Илья Коновченко.

## Местный совет
67520, Одесская обл., Лиманский р-н, с. Трояндово, ул. Кирова, 4